# TFX
TFX è un'emittente televisiva generalista francese commerciale privata.

## Storia del canale
All'origine del progetto, quest'emittente, concepita dal gruppo AB Groupe per la piattaforma TNT, doveva chiamarsi NT1 (sigla per Numérique Terrestre 1), ma nel 2004, il gruppo ribattezza il suo progetto La Quatre per analogia con La Cinq, cui il canale s'ispira, e per rivendicare il quarto posto come canale generalista francese. Dopo la scelta di France Télévisions nel gennaio 2005 di ribattezzare Festival in France 4, e al fine di evitare confusione fra i canali, il gruppo AB è costretto a cambiare nuovamente il nome del suo canale e ritornare a NT1, che prende il nuovo significato di Nouvelle Télévision 1, conservando la stessa grafica de La Quatre. Il progetto La Quatre ha visto la luce in Belgio nel settembre del 2006.
L'emittente inizia le trasmissioni il 31 marzo 2005 alle 18, assieme ad altri 13 canali gratuiti della televisione digitale terrestre francese.
NT1 è stata progettata come un misto delle 2 emittenti principali del gruppo, RTL9 et AB1, e voleva diventare un concorrente diretto dei grandi canali commerciali francesi, come TF1 e soprattutto M6, grazie alla sua programmazione più orientata alle serie televisive e programmi sensazionalistici.
Il 23 agosto 2008, il logo è stato reso tridimensionale, e sono state rinnovate le sigle introduttive agli spot pubblicitari.
Il 18 ottobre 2017, TF1 annunciò che NT1 sarebbe diventato TFX all'inizio del 2018; il cambio di nome avvenne il 30 gennaio successivo.

## Organizzazione

### Dirigenti
Presidente:
- Claude Berda

Direttore generale:
- Denis Bortot

Direttore della programmazione:
- Richard Maroko

Direttore marketing e sviluppo business:
- Gregg Bywalski

### Capitale
TFX è edita da ABSat S.A. con un capitale di €24.000.000, filiale televisiva detenuta al 100% da AB Groupe. Il 4 dicembre 2006, il gruppo Groupe TF1 ha acquisito il 33,5% dell'AB Groupe.

## Programmazione
TFX propone una programmazione generalista 24 ore su 24 (film, serie televisive, magazine, programmi informativi, serie animate) e beneficia anche dei programmi del gruppo AB. A partire dalla sua creazione, TFX diversifica la programmazione, acquisendo sul fronte sportivo i diritti per alcuni incontri delle eliminatorie d'Euro 2008 e della Coppa UEFA, il wrestling, l'A1 Grand Prix, e la MotoGP.

### Programmi
- On va tout vous dire : magazine investigativo.
- La télé pète les plombs : programma d'intrattenimento che propone immagini divertenti dalle televisioni di tutto il mondo.
- Jury de Stars : programma d'intrattenimento presentato da Elsa Fayer.
- Tacotac TV : gioco presentato da Vincent Perrot.
- Langue de pub : programma d'intrattenimento consacrato alla pubblicità.
- Total Déco : magazine sulla decorazione presentato da Nathalie Vincent.
- Culture Pub : magazine sull'analisi delle pubblicità, presentato da Christian Blachas.
- Les Enquêtes impossibles : magazine che ripercorre le inchieste più inquietanti del Regno Unito e degli Stati Uniti d'America, presentato da Pierre Bellemare.
- Reporters : magazine presentato da Claire Barsacq e Thierry Dagiral.

### Serie tv
- Poltergeist, les aventuriers du surnaturel
- Un agent très secret
- K 2000
- Cas de divorce
- Au-delà du réel, l'aventure continue
- Les Vacances de l'amour
- La fureur dans le sang
- Venus et Apollon
- The Nine : 52 heures en enfer
- Crimes en série
- Chère Marianne
- Sex and more
- Demain à la une
- Les Têtes brûlées
- Le Rebelle
- Island détectives
- Lucky Luke
- L'Invincible
- STF
- Beastmaster, le dernier des survivants
- Traque sur Internet
- Action justice
- Série rose
- The Shield
- How I Met Your Mother
- Dingue de toi
- Les Condamnées
- Les Nouvelles Filles d'à côté
- Commissaire Léa Sommer
- Medicopter
- Section enquêtes criminelles
- True Blood
- Generation Kill
- Power Rangers dans l'espace
- Le Groupe
- The Sex Inspectors

### Anime
- Naruto
- Dragon Ball Z
- Initial D
- I cavalieri dello zodiaco
- Detective Conan
- City Hunter
- Inuyasha
- Street Fighter 2 V

### Sport
- Catch Attack : programma di wrestling statunitense, « WWE SmackDown! et WWE RAW ».
- Incontri delle eliminatorie d'Euro 2008.
- Incontri delle eliminatorie della Coppa UEFA.
- A1 GP
- MOTO GP

## Diffusione
TFX è diffusa in chiaro sulla tv digitale terrestre francese e su Atlantic Bird 3 (è resa disponibile gratuitamente anche attraverso la piattaforma satellitare TNT SAT, seppur la piattaforma sia codificata per questioni di diritto d'autore). È disponibile anche a pagamento su CanalSat, diffusa su Astra alla posizione orbitale di 19,2° Est, oltre che su Bis Télévisions attraverso il satellite NT1 (Eutelsat Hot Bird 13D; 11.681 MHz, pol H, SR 27.500 FEC 3/4). L'emittente è inoltre distribuita attraverso la piattaforma su Internet di BIS Télévisions (fa parte della piattaforma di base gratuita), e dalla quasi totalità degli operatori televisivi via cavo e IPTV.